# Fotografický objektiv

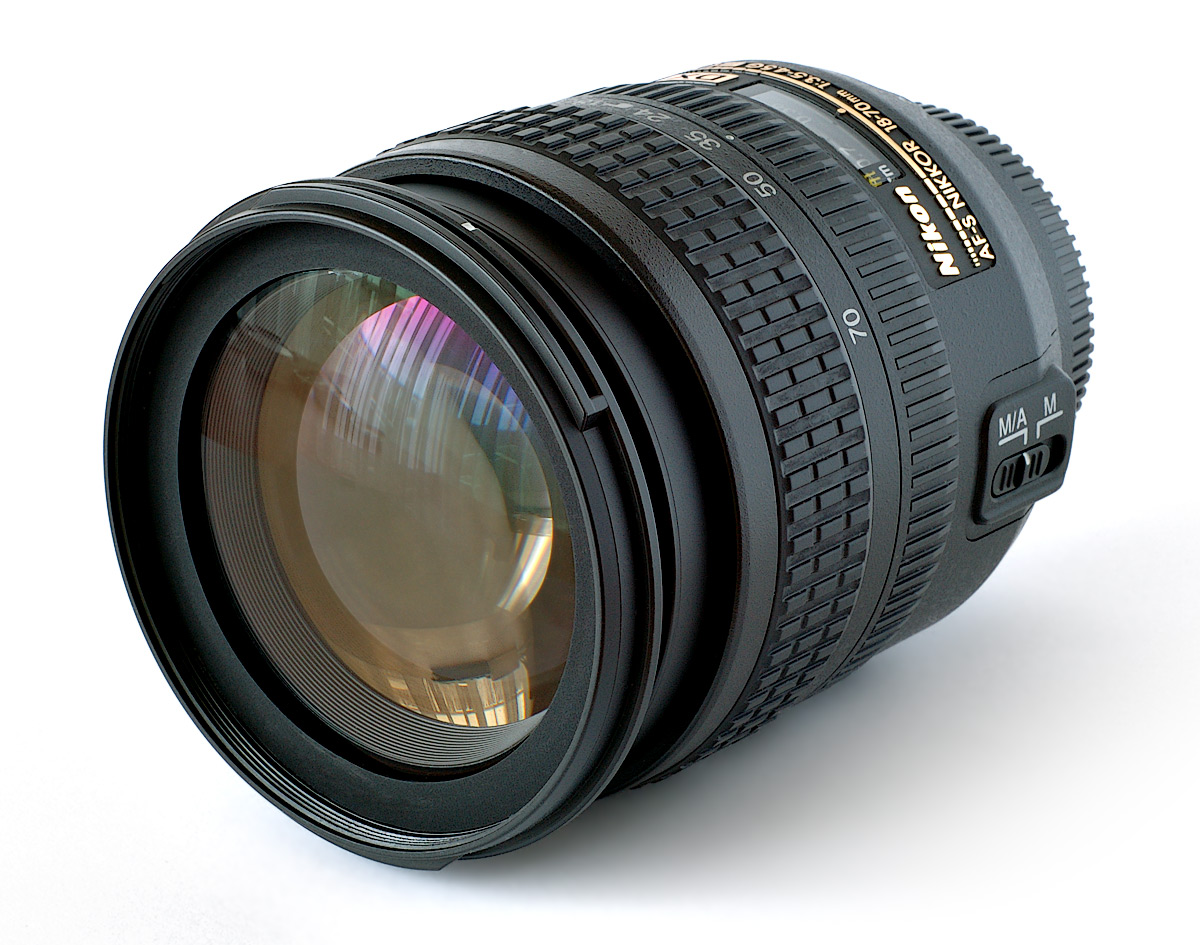
Objektiv Nikon Nikkor 18-70mm f/3.5-4.5

Fotografický objektiv je čočka nebo soustava čoček, vytvářející opticky změněný obraz, který se obvykle ještě dále zpracovává (záznamem, okulárem apod.). Používá se například ve fotoaparátu k soustředění světla na senzor nebo na film. Mezi objektivy fotoaparátu, kamery, dalekohledu, mikroskopu a dalších optických zařízení není v principu rozdíl, liší se ale svou konstrukcí.

## Obecně

Boční řez optickou soustavou jednooké zrcadlovky: Světlo (obraz) prochází objektivem (1) a odráží se od zrcadla (2) na matnici (5). Spojná čočka (6) jej koncentruje do pětibokého optického hranolu (7), odkud prochází do hledáčku (8). Při expozici se zrcadlo zvedne a otevře se závěrka (3), skrz niž světlo promítne na senzor (4) stejný obraz jako do hledáčku

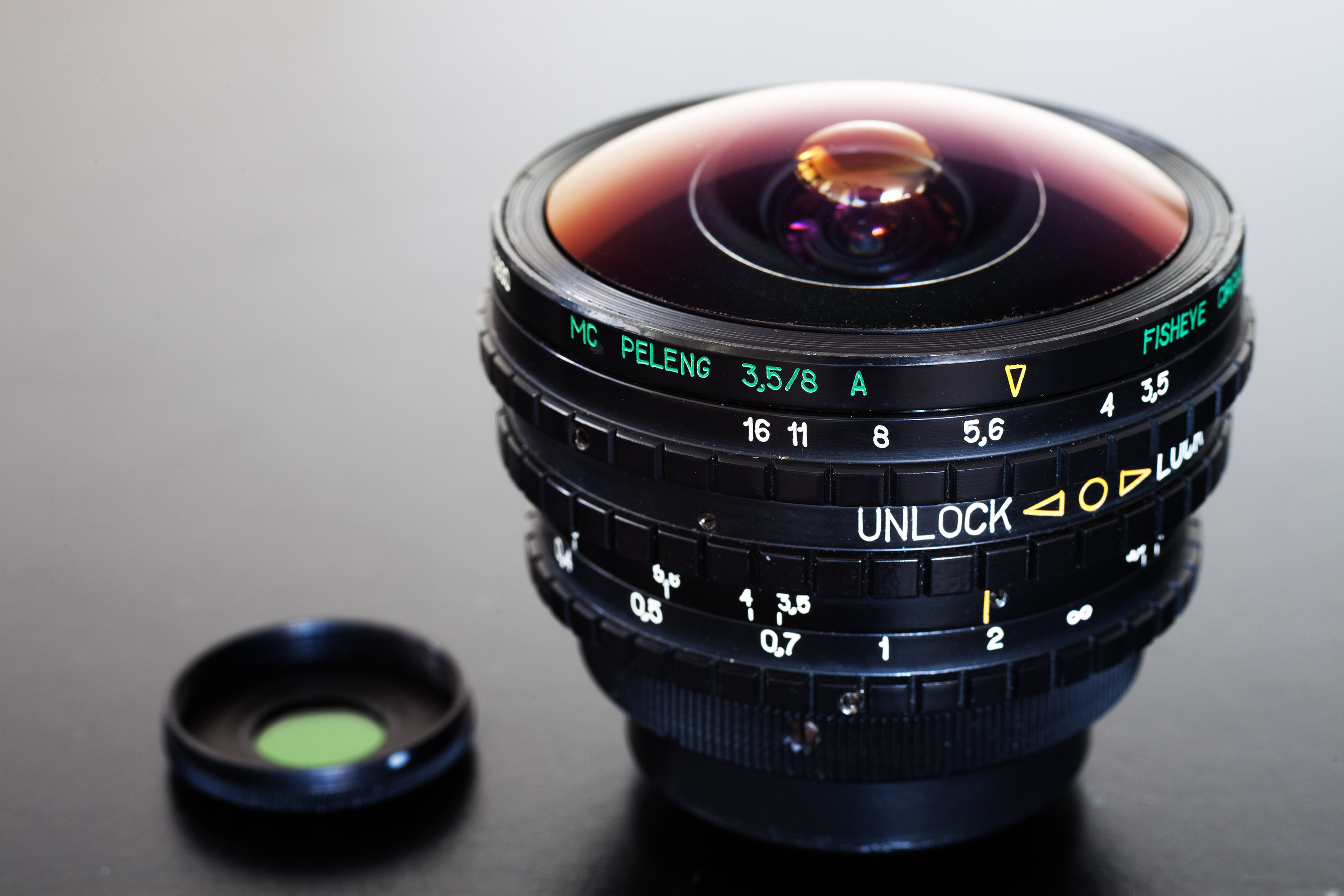
Širokoúhlý objektiv 8 mm (rybí oko)

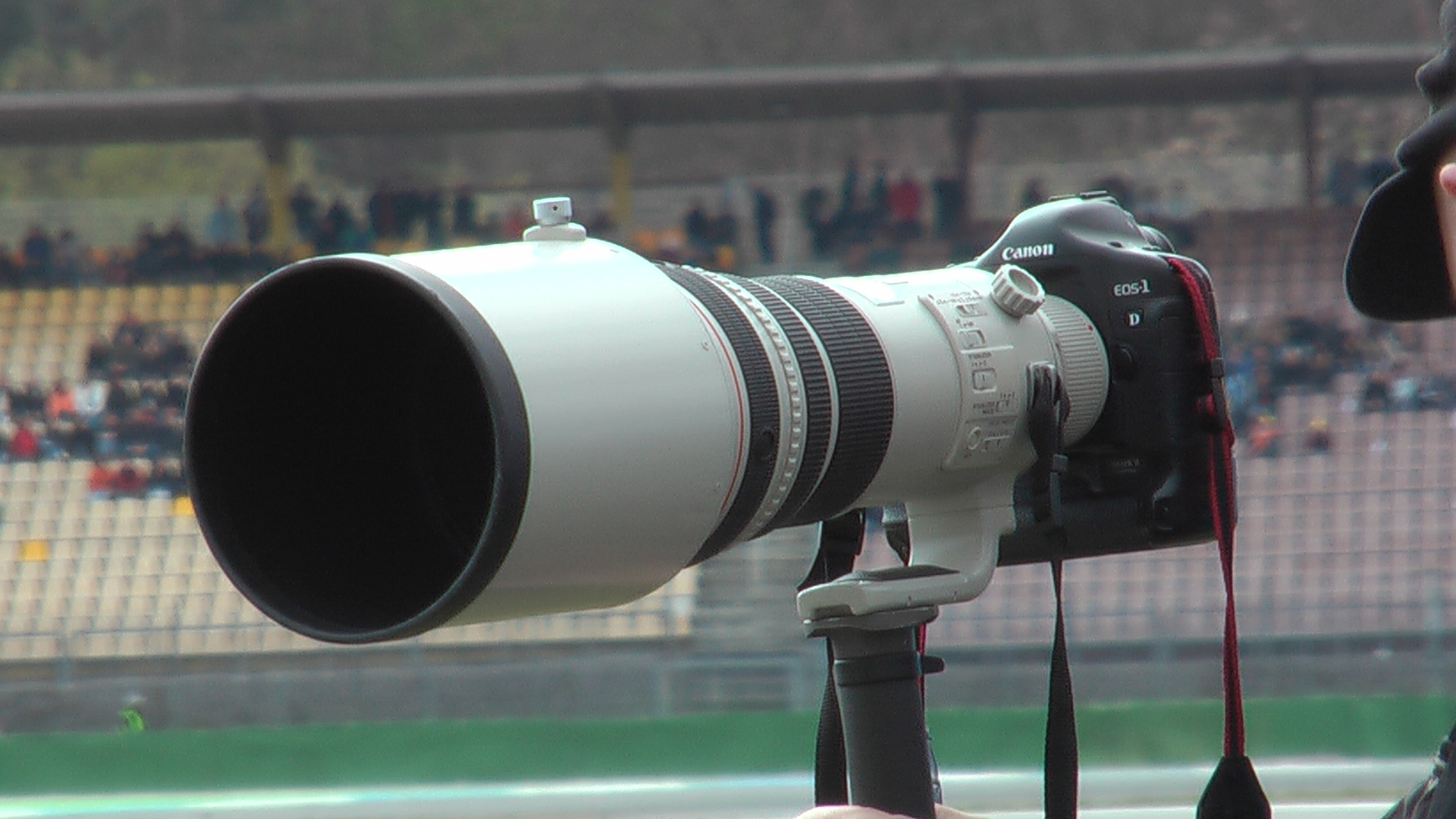
Teleobjektiv 800 mm

Princip promítání reality objektivem, při kterém vznikne obraz zmenšený a převrácený

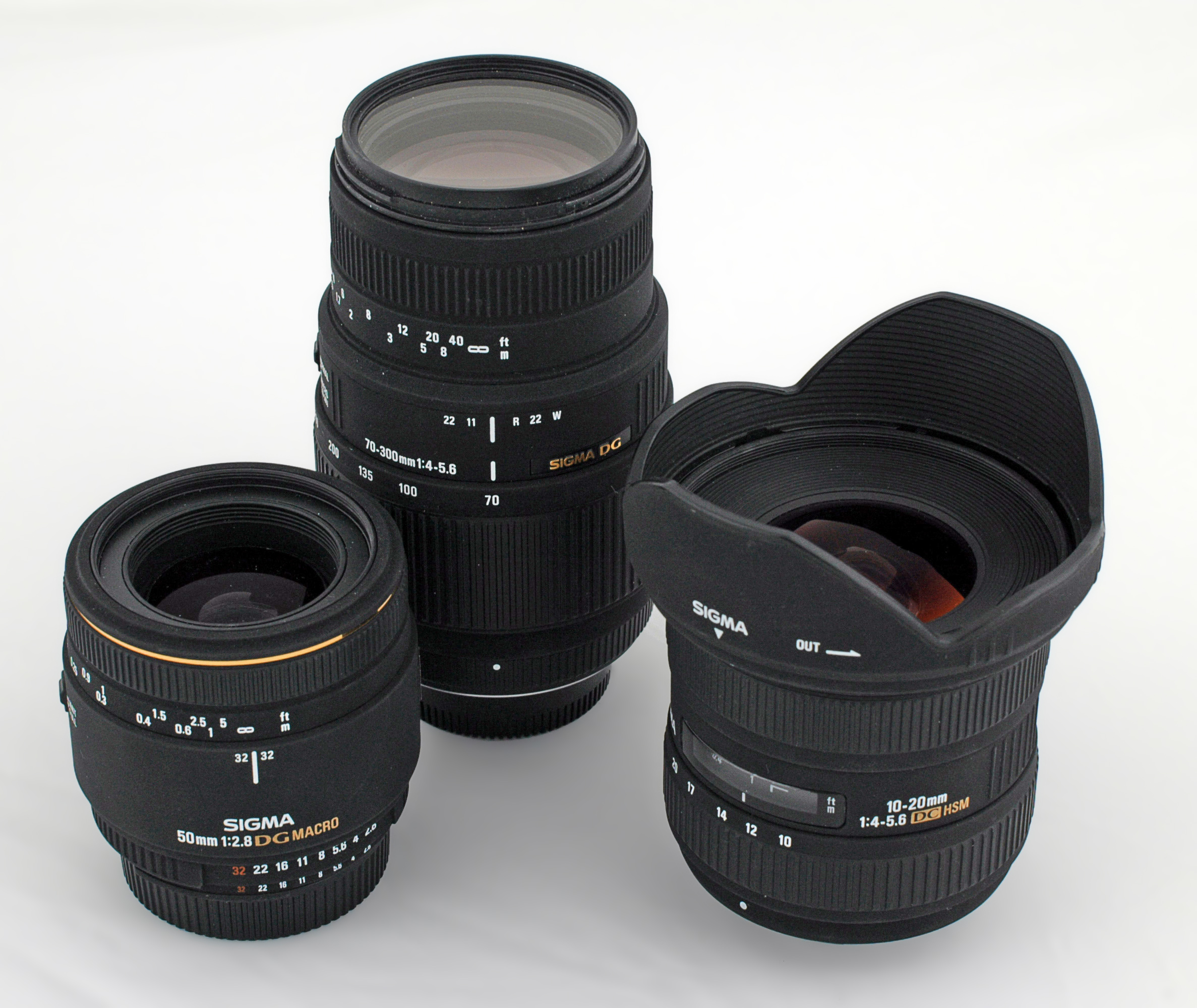
1:2,8/50 Macro - 1:4-5.6/70-300 - 1:4-5.6/10-20

Ačkoli jako primitivní objektiv poslouží jakákoli spojná čočka, či dokonce pouhý otvor v neprůsvitném materiálu (viz camera obscura), v praxi se používají optické soustavy několika různých druhů čoček kvůli potlačení různých optických vad. Taková optická soustava pak může být schopna i měnit svoji ohniskovou vzdálenost – takzvaně „zoomovat“.
V objektivech fotoaparátů také bývá zabudována clona, která dovoluje regulovat množství světla, které objektivem prochází. Součástí objektivu může být i závěrka (v případě velkoformátových nebo některých kompaktních fotoaparátů), ve většině případů však bývá v těle fotoaparátu.
Podle své ohniskové vzdálenosti (nebo spíše úhlu záběru) se fotografické objektivy rozlišují na tři základní skupiny:
- normální objektiv – úhel záběru je asi 50°, což je zhruba stejně jako úhel vnímání lidského oka. Jejich účelem je obvykle obraz, který se co nejvíce podobá vnímání situace člověkem. Snímky pořízené takovým objektivem mají pro člověka nejpřirozenější perspektivu
- širokoúhlý objektiv – ohnisková vzdálenost je kratší než u normálního objektivu, snímek má tím pádem širší záběr; extrémním případem jsou objektivy typu „rybí oko“, které mají úhel záběru i více než 180°. Důsledkem bývá zmenšení objektů v obraze a deformace jejich zobrazení.
- teleobjektiv – zorný úhel je užší, umožňuje vyplnit celý snímek i poměrně vzdáleným předmětem, obraz předmětů je zvětšený.

Dalším faktorem, který určuje vlastnosti objektivu, je světelnost. Je to bezrozměrná hodnota, číslo udávající hodnotu jmenovatele ve zlomku s čitatelem 1, tedy podíl světla, který objektiv propustí. Teoretický ideální objektiv propouští veškeré světlo v úhlu záběru, měl by tedy ve jmenovateli mít 1 (1/1) tedy světelnost 1. Reálné objektivy vždy část světla pohltí - proto mají číslo světelnosti vyšší (např. 2 = propustí 1/2 = polovinu, 5 propustí 1/5 - pětinu a podobně). Hodnota f/1 byla prolomena například objektivem Leica Noctilux 50mm f/0,95. Těchto hodnot lze dosáhnout především zvětšováním přední čočky - do těla se dostane více světla, než by zachytil ideální objektiv.
Číslo světelnosti bývá většinou celé, nebo uváděné na jedno desetinné místo. Světelnost objektivu lze regulovat zacloněním směrem k vyšším hodnotám - na stupnici clony fotografických přístrojů jsou obvykle některé hodnoty uvedeny (např. 5,6... 11 a podobně). Nejde však o vlastnost objektivu, ale pomocného zařízení - clony. Nejnižší clona je obvykle shodná se světelností objektivu (necloní, je plně otevřená).
Někdy je tato hodnota uváděna jako zlomek s čitatelem f (např. f/6). Na objektivech pro fotografii se ze zlomku objevuje často jen jmenovatel spolu s ohniskovou vzdáleností (např. 2,2 – 32 mm nebo třeba 1,8/50mm) popř. se uvádí rozsahy u zoomů.
Poslední hodnota, která je pro objektivy důležitá je hloubka ostrosti. Je to hodnota udávající rozsah vzdálenosti, ve které je objektiv schopen vykreslit obraz ostře. Kromě zobrazování vzdálených předmětů existují objektivy, které pracují na extrémně krátké vzdálenosti - objektivy mikroskopů, jejichž hloubka ostrosti se měří na desetiny milimetru u objektivů optických, a u objektivů elektronových mikroskopů dosahuje ještě daleko nižší hodnoty.
Objektivy se dále dělí na dvě hlavní skupiny: zrcadlové (reflektory) a čočkové (refraktory). Existují i objektivy „mezi“ a to katadioptrické.
Důvodem, který vedl k tomuto rozdělení, jsou reálné optické vlastnosti materiálů, z nichž jsou objektivy zhotovovány „sklo“ a fyzikální zákony. Je třeba si totiž uvědomit, že vnímané (nebo zaznamenávané) světlo je vlastně „směs světel“, tedy elektromagnetického vlnění v určitém vlnovém rozsahu. Každá frekvence (vlnová délka) se v materiálu lomí pod jiným úhlem, závislým na indexu lomu materiálu a vlnové délce. I když jsou vlnové délky v požadovaném rozsahu obvykle blízké, přece jen způsobují při průchodu čočkou určitý rozptyl, (fyzikální jev). V těch „nejhorších“ objektivech se to projevuje například červeným závojem.
Tuto vlastnost znal už Isaac Newton a díky jeho objevu existují objektivy, které tuto vadu nemají, protože světlo u nich žádným materiálem neprochází (když vynecháme vzduch). Jsou to objektivy zrcadlové. V základní sestavě mají ovšem tyto objektivy zase některé praktické, ale i teoretické nevýhody. Především jsou rozměrné, obraz je mimo osu a zobrazované pole je na okrajích deformované (koma) tím více, čím je křivost zrcadla vyšší.
Čočkové objektivy se z uvedených důvodů konstruují nikoliv jako jedna čočka, ale jako soustava čoček s cílem co nejvíce potlačit chromatickou vadu při zachování záměru (ohniskové vzdálenosti a světelnosti) a věrnosti obrazu (spektrum, rovinnost). Takový objektiv se označuje obvykle slovem panchromatický (pan ~ vše, chromos ~ barva). V počátcích fotografie byla tato vlastnost objektivů vyzdvihována jako důkaz kvality konstrukce, dnes je víceméně očekávána a tak se v označení přestává objevovat.
Zrcadlové objektivy absolvovaly relativně dlouhý vývoj, dnes se uplatňují v astrofotografii a především ve špičkových hvězdářských dalekohledech. Ve fotografii se používá soustava Cassegrain, jejíž idea vychází z Newtonova objektivu sestaveného ze zrcadel. Zatímco Newtonův objektiv má nelineární jen jedno zrcadlo (parabolické) a druhé je rovinné, v soustavě Cassegrain jsou nelineární dvě zrcadla (klasicky parabola - hyperbola) a obraz je vyveden v ose objektivu otvorem za hlavní zrcadlo. To mimo jiné zkracuje podstatně stavební délku.
Existují další modifikace tohoto schématu, z nichž nevýznamnější jsou asi objektivy Maksutov, Schmidt (oba s korekcí - meniskem ještě před hlavním zrcadlem) a další s jiným tvarem zrcadel Ritchey-Chretien (hyperbola - hyperbola) - nejznámější kus tohoto typu je na Hubbleově vesmírném dalekohledu (HST).
Pro 35mm filmové políčko má normální objektiv ohniskovou vzdálenost asi 50 mm. U většiny digitálních fotoaparátů, které mají senzory daleko menší, je to jen několik milimetrů. Pro přehlednost se u nich ale zpravidla uvádí „35mm ekvivalent“ ohnisková vzdálenost, která by na normálním filmovém políčku odpovídala stejnému úhlu záběru.
Objektivy s měnitelnou ohniskovou vzdáleností se označují jako „zoomovací“. Jejich použití ušetří fotografovi čas, potřebuje-li změnit snímaný úhel, proto jsou oblíbené v reportážní a amatérské fotografii. Zoomové objektivy mají i své nedostatky – kvůli většímu počtu optických členů jsou v porovnání s objektivy s pevnou ohniskovou vzdáleností větší, těžší a dražší. (Například pevný objektiv Canon EF 200mm f/2.8L má 9 elementů a váží 765 gramů, zoom Canon EF 70-200mm f/2.8L obsahuje 18 elementů a jeho hmotnost je 1,3 kg.) Ve srovnatelných cenových kategoriích mají zoomy výrazně horší světelnost i optické vlastnosti.

## Speciální objektivy
- zrcadlový objektiv – teleobjektiv, používající místo čoček zakřivené zrcadlo (konstrukce je podobná moderním hvězdářským dalekohledům, obvykle soustava Cassegrain doplněná menisky - katadioptrické); zrcadlové objektivy se používají zřídka, neboť nemívají měnitelnou clonu a vytvářejí nezvyklý bokeh
- makroobjektiv – objektiv pro makrofotografii, schopný zobrazení ve skutečné velikosti
- tilt-shift objektiv – umožňuje posun nebo náklon optické osy a tím i korekci perspektivního zkreslení, používá se při fotografování architektury

## Doporučené použití objektivu
V principu lze téměř každý objekt fotografovat libovolným objektivem. Nejlepší snímky se získají, pokud je použit objektiv, jehož ohnisková vzdálenost odpovídá typu fotografovaného objektu. Následující tabulka obsahuje vhodné ohniskové vzdálenosti pro klasické snímání některých objektů nebo situací.[zdroj⁠?!]
| Objekt nebo situace                     | Nejvhodnější objektiv         | Vhodný objektiv                |
| --------------------------------------- | ----------------------------- | ------------------------------ |
| Detail zblízka (např. květ, motýl)      | makroobjektiv                 | mezikroužek, předsádková čočka |
| Vzdálená sportovní akce                 | teleobjektiv min. 400 mm      | alespoň 300 mm                 |
| budovy nebo stromy zblízka              | širokoúhlý objektiv           |                                |
| Zvířata z dálky                         | 500 mm                        | 200 – 400 mm                   |
| Příroda – jednotlivá zvířata a rostliny | 300 mm                        | 400 mm zoom                    |
| Interiér                                | velmi široký objektiv (20 mm) | široký objektiv 28 mm          |
| Sport                                   | 100 – 300 mm                  | delší zoom                     |
| Krajina a město                         | 20 – 35 mm                    | 28 – 80 mm zoom, 80 – 200 mm   |
| Portrét (hlava a ramena)                | 80 mm                         | 70 – 200 mm zoom               |
| Reportáž                                | širokoúhlý objektiv           | 28 mm                          |

## Výrobci
Někteří významní výrobci objektivů (2013)
- Canon
- Carl Zeiss AG
- Cosina
- Leica
- Minolta
- Nikon
- Olympus
- Pentax
- Tamron
- Tokina
- Sony
- Schneider Kreuznach
- Sigma Corporation
- Samyang